# Marta, Marta
Marta, Marta ist ein vom Fernsehen der DDR produziertes Filmdrama von Manfred Mosblech aus dem Jahr 1979. Die Hauptrollen spielen Marijam Agischewa, Jürgen Heinrich und Walter Plathe.

## Handlung
Die 17-jährige, in Ost-Berlin lebende Marta, eigentlich Martina, ist ein Wildfang und unentschlossen, was sie nach der Schule berufsmäßig machen möchte. Einzig etwas „Vernünftiges“ soll es sein. Deshalb beschließt sie kurzerhand Krankenschwester zu werden, ohne sich darüber bewusst zu sein, welche Verantwortung hinter dem Beruf steht. Privat versucht sie die kriselnde Ehe ihrer Eltern zu kitten. Sie selbst führt heimlich eine Liebesbeziehung mit ihrem jungen Nachbarn Monty.
Die ersten Wochen im Krankenhaus hat Marta zu tun, mit den strengen Regeln klarzukommen und irgendwie geht es ihr nicht schnell genug, bis sie endlich mit den Patienten zu tun bekommt. Bisher muss sie nur putzen, Essen fertig machen und austeilen, Fieber messen und ähnliches. Die veränderten Lebensumstände bescheren Marta eine kleine Persönlichkeitskrise. Ein wenig hilft ihr Monty dabei, diese zu überstehen. Allerdings streiten sie sich schon kurze Zeit später, denn Marta ist eifersüchtig, weil Monty ihrer Freundin schöne Augen macht.
Im Krankenhaus entwickelt Marta eine besondere Beziehung zu ihrem Chefarzt, vor dem sie eigentlich Angst hat. Anfangs will sie ihm nur Fragen stellen und muss sich von ihm anhören, dass ihr das eigentlich gar nicht zusteht. Trotzdem, oder vielleicht auch gerade deshalb imponiert ihm das junge Mädchen und er führt mit ihr viele tiefgründige Gespräche. Das bewahrt Marta jedoch nicht davor, beim verbalen Umgang mit einer Patientin einen Fehler zu machen. Sie macht ihr falsche Hoffnungen auf Heilung, weil sie darauf einfach nicht vorbereitet war, wie sie richtig hätte reagieren müssen. Während der Chefarzt sie bestrafen möchte, plädiert die Oberschwester dafür, dass sich Marta am nächsten Tag mit einem positiven Ereignis wieder stabilisieren soll. So darf Marta bei einer Geburt mithelfen und macht diesmal alles richtig. Diese emotionale positive Erfahrung gibt Marta neuen Mut und froh gelaunt genießt sie den Rest des Tages.
So wird Martina auch privat so langsam erwachsen, findet sich mit der Trennung von Monty ab, bezieht eine eigene Wohnung und ihre Eltern kommen ohne sie klar. Sie ziehen sogar aus Berlin weg, weil es beruflich erforderlich ist.

## Hintergrund
Der Film erlebte am 26. Dezember 1979 im 1. Programm des Fernsehens der DDR seine Erstausstrahlung.
Die Hauptdarstellerin Marijam Agischewa befand sich noch im letzten Studienjahr an der Staatlichen Schauspielschule Berlin, als der Fernsehfilm produziert wurde. Dem Regisseur Manfred Mosblech war die junge Frau aufgrund ihres Temperamentes und ihrer Frische aufgefallen, sodass er sie für die Hauptrolle einsetzte.
Im Jahr 1983 übernahm Marijam Agischewa in einem kurzen Auftritt in der Polizeiruf 110-Folge „Auskünfte in Blindenschrift“ noch einmal die Rolle der Schwester Marta.

## Kritik
Pitt Herrmann von filmportal.de wertete: „‚Marta, Marta‘ ist eine lebensnahe, auf glaubwürdige Art realistische Coming-of-Age-Geschichte der 1977 mit dem Heine-Preis, der vielleicht höchsten literarischen Auszeichnung der DDR, bedachten Drehbuchautorin und Lyrikerin Gisela Steineckert, die wie Regisseur Mosblech eine bedeutende Liste an Hör- und Fernsehspielen vorweisen kann - mit besonderem Blick auf das Vater-Tochter-Verhältnis.“ Weiter führte Herrmann aus: „Auf dem Weg des Erwachsenwerdens ist Martas kumpelhafter Vater keine große Hilfe – und der zunächst nur als Tröster fungierende Monty verschafft der Sechzehnjährigen ihren ersten Liebeskummer. Es sind die so empathische wie lebenserfahrene Oberschwester Marianne und ausgerechnet der so abweisend-streng erscheinende Chefarzt Dr. Maurer, die einer anfangs noch sehr naiv-sprunghaften Marta mit verständnisvoller Ernsthaftigkeit begegnen.“

## Playlist
- Eva Maria Pieckert: Guten Morgen ich bin da
- Wolfgang Ziegler: Mädchen, schönes Mädchen
- Wir: Und so spielen wir woran wir glauben